# Marleny Contreras
Marleny Josefina Contreras Hernández de Cabello (nascida em 14 de junho de 1963), é uma engenheira e política venezuelana, esposa de Diosdado Cabello. Foi Ministra das Obras Públicas até 12 de agosto de 2019 e Ministra do Poder Popular para o Turismo.

## Biografia
Marleny é esposa do ex-presidente da Assembleia Nacional (AN) e agora presidente da Assembleia Nacional Constituinte (ANC) e vice-presidente do Partido Socialista Unido da Venezuela (PSUV), Diosdado Cabello. Ela é mãe de três filhos.
É engenheira civil e já trabalhou como Gerente de Cobrança do SENIAT.
Contreras foi deputada da Assembleia Nacional pelo Estado de Miranda até 2015 onde fez parte da Comissão Permanente de Finanças e Desenvolvimento Económico.
Em 7 de abril de 2015, foi nomeada ministra do Turismo do governo venezuelano pelo presidente Nicolás Maduro.
Em 14 de junho de 2018, é nomeada Ministra do Poder Popular para Obras Públicas.

## Sanções económicas
Em 18 de maio de 2018, o Office of Foreign Assets Control (OFAC) do Departamento do Tesouro dos Estados Unidos impôs sanções contra Contreras e o seu marido.